# Jonktuig

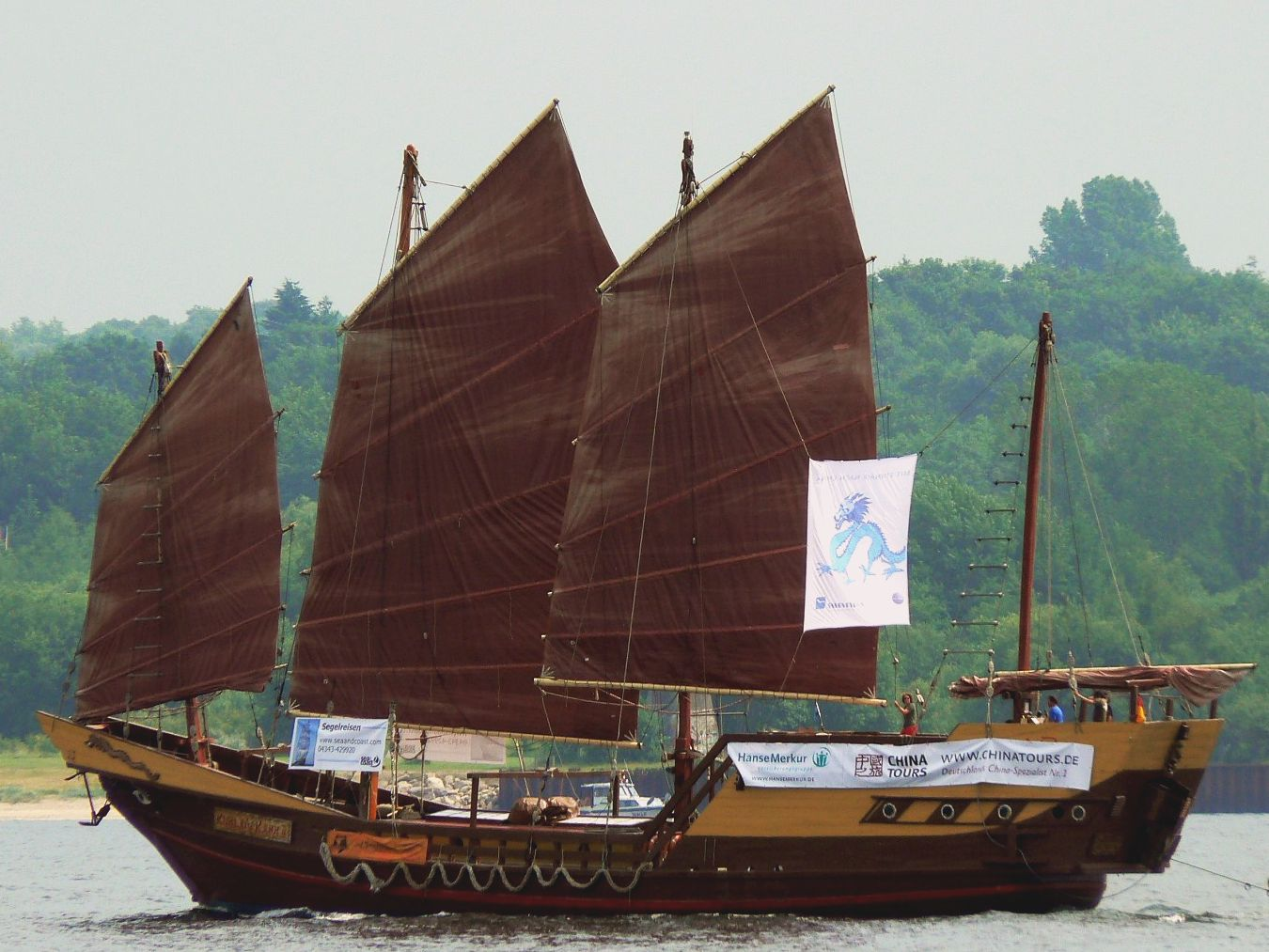
Een schip met jonktuig

Jonktuig is het tuig van een jonk, een oud Chinees scheepstype met een brede buik en zonder kiel.
Er is veel variatie onder het jonktuig. Men zegt wel, dat er net zoveel jonktypen en jonktuigtypen zijn als Chinezen.

## Kenmerken
Er zijn een aantal verschillen tussen jonktuig en tuigages van Europese herkomst.
1. Bij Europese tuigages loopt een zeil zelden of nooit voorbij de mast. Bij jonktuig altijd, bij de mast gehouden door middel van de zeillatten.
2. Bij het jonktuig lopen de zeillatten van de voorkant tot de achterkant. Vroeger altijd bamboe; pvc kan ook. Onderaan het zeil lopen ze horizontaal, naar boven toe steeds steiler. (Tenminste bij zeegaande jonken; bij die van de rivieren zijn ze horizontaler.) Westers tuig heeft zelden zulke lange zeillatten.
3. Bij een Europees tuig loopt de schoot van het onder-achtereind van het zeil naar de hand van de roerganger, of hij/zij heeft dat schooteind vastgezet. De schoot bij een jonktuig is vele malen langer dan bij een even groot westers zeil. Achteraan elke zeillat zit een klein blok. Die ene schoot loopt door die blokken met allerlei vertakkingen, meestal ook blokken, zodat een meter trekken aan de schoot misschien een decimeter aanhalen van het zeil tot gevolg heeft, wat hopen kracht uitspaart.

Maar het jonktuig heeft wel meer sterke kanten. Met die schoot-die-door-blokken-loopt kan men het zeil een aerodynamisch gunstige vorm geven, terwijl Europees tuig veel goede wind verspilt. Een Chinees zeil kan van bovenaan tot onderaan een gunstiger bolling krijgen bij de vigerende windsterkte. Desondanks heet het tuig aan de wind in het nadeel te zijn; er wordt overigens druk aan geprobeerd en verbeterd door liefhebbers.

## Veiligheid
Als de wind plots toeneemt moet er zeil geminderd worden, oftewel gereefd: de oppervlakte moet kleiner, tegen eng hellen of zelfs omslaan. Een heel karwei met westers tuig, het gaat nooit vlot genoeg. Op een jonk laat men de val vieren en het zeil komt moeiteloos onder zijn eigen gewicht naar beneden. (Nou ja, in theorie; al die blokken waar de schoot door gaat, leveren wel wrijving op.)
Als de wind van achter komt en plots geniepig aanzwelt en van stuurboord naar bakboord omloopt (of omgekeerd), zal een westers zeil omklappen en met een dreun aan het andere boord terechtkomen. Zo'n "klapgijp" heeft eeuwenlang zeildoek gekost, en touw, en zelfs masten, om te zwijgen van mensenlevens. Bij een jonk daarentegen heeft het voorste gedeelte van het zeil, voor de mast, heel wat oppervlak, zeg een vijfde van het totaal, en dat remt. Rustig gijpen is standaard bij wijziging van koers met wind in de rug.